# 8-cub
În geometrie, un 8-cub este un hipercub cu opt dimensiuni, având 256 de vârfuri, 1024 de laturi, 1792 de fețe pătrate, 1792 de celule cubice, 1120 fețe tesseractice (cvadridimensionale), 448 fețe 5-cubice⁠(d) (pentadimensionale), 112 fețe 6-cubice⁠(d) (hexadimensionale) și 16 fețe 7-cubice (heptadimensionale).
Este reprezentat prin simbolul Schläfli {4,36}, fiind compus din 3 7-cuburi în jurul fiecărei fețe de hexadimensionale. Poate fi numit și octeract, un cuvânt telescopat din tesseract (4-cub) și oct pentru opt (dimensiuni) în greacă. Poate fi, de asemenea, numit un hexdeca-8-tope regulat sau hexadecazetton, fiind un politop octadimensional⁠(d) construit din 16 fațete regulate.
Face parte dintr-o familie infinită de politopuri, numite hipercuburi. Dualul unui 8-cub poate fi numit 8-ortoplex⁠(d) și face parte din familia infinită a ortoplexurilor.

## Coordonate carteziene
Coordonatele carteziene pentru vârfurile unui 8-cub centrat la origine și cu lungimea laturii 2 sunt
(±1,±1,±1,±1,±1,±1,±1,±1)
în timp ce interiorul acestuia este format din toate punctele (x0, x1, x2, x3, x4, x5, x6, x7) cu -1 < x i < 1.

## Configurație
Matricea configurației de mai jos reprezintă 8-cubul. Rândurile și coloanele corespund vârfurilor, laturilor, fețelor, celulelor, fețelor de 4 dimensiuni, fețelor de 5 dimensiuni, fețelor de 6 dimensiuni și fețelor de 7 dimensiuni. Numerele de pe diagonală arată câte elemente din fiecare tip apar în întregul 8-cub. Numerele din afara diagonalei arată câte dintre elementele coloanei apar în sau la elementul rândului.
{\displaystyle {\begin{bmatrix}{\begin{matrix}256&8&28&56&70&56&28&8\\2&1024&7&21&35&35&21&7\\4&4&1792&6&15&20&15&6\\8&12&6&1792&5&10&10&5\\16&32&24&8&1120&4&6&4\\32&80&80&40&10&448&3&3\\64&192&240&160&60&12&112&2\\128&448&672&560&280&84&14&16\end{matrix}}\end{bmatrix}}}
Numerele diagonale ale vectorului f sunt derivate prin construcția Wythoff, împărțind ordinea completă a unui subgrup la ordinea subgrupului, prin îndepărtarea unui mirror pe rând. 
| B8   |  | față k              | fk | f0  | f1   | f2   | f3   | f4   | f5  | f6  | f7 | figură k              | note                              |
| ---- |  | ------------------- | -- | --- | ---- | ---- | ---- | ---- | --- | --- | -- | --------------------- | --------------------------------- |
| A7   |  | ( )                 | f0 | 256 | 8    | 28   | 56   | 70   | 56  | 28  | 8  | [[:{3,3,3,3,3,3]]⁠(d)} | B8/A7 = 2^8*8!/8! = 256           |
| A6A1 |  | { }                 | f1 | 2   | 1024 | 7    | 21   | 35   | 35  | 21  | 7  | [[:{3,3,3,3,3]]⁠(d)}   | B8/A6A1 = 2^8*8!/7!/2 = 1024      |
| A5B2 |  | {4}                 | f2 | 4   | 4    | 1792 | 6    | 15   | 20  | 15  | 6  | [[:{3,3,3,3]]⁠(d)}     | B8/A5B2 = 2^8*8!/6!/4/2 = 1792    |
| A4B3 |  | {4,3}               | f3 | 8   | 12   | 6    | 1792 | 5    | 10  | 10  | 5  | {3,3,3}               | B8/A4B3 = 2^8*8!/5!/8/3! = 1792   |
| A3B4 |  | {4,3,3}             | f4 | 16  | 32   | 24   | 8    | 1120 | 4   | 6   | 4  | {3,3}                 | B8/A3B4 = 2^8*8!/4!/2^4/4! = 1120 |
| A2B5 |  | [[:{4,3,3,3]]⁠(d)}   | f5 | 32  | 80   | 80   | 40   | 10   | 448 | 3   | 3  | {3}                   | B8/A2B5 = 2^8*8!/3!/2^5/5! = 448  |
| A1B6 |  | [[:{4,3,3,3,3]]⁠(d)} | f6 | 64  | 192  | 240  | 160  | 60   | 12  | 112 | 2  | { }                   | B8/A1B6 = 2^8*8!/2/2^6/6!= 112    |
| B7   |  | {4,3,3,3,3,3}       | f7 | 128 | 448  | 672  | 560  | 280  | 84  | 14  | 16 | ( )                   | B8/B7 = 2^8*8!/2^7/7! = 16        |

## Proiecții
| Acest grafic al 8-cubului este o proiecție ortogonală. Această orientare arată coloane de vârfuri poziționate la o distanță vârf-latură-vârf de la un vârf pe partea stângă la un vârf pe partea dreaptă, iar laturile atașează coloane adiacente de vârfuri. Numărul de vârfuri din fiecare coloană reprezintă rânduri din triunghiul lui Pascal, fiind 1:8:28:56:70:56:28:8:1. |

## Politopuri derivate
Aplicarea unei operații de alternare, ștergând vârfurile alternante ale octeractului, se creează un alt politop uniform, numit 8-demicub⁠(d), (parte a unei familii infinite numite demihipercuburi), care are 16 fațete demihepteractice⁠(d) și 128 de fațete de 8-simplex.